# Beaverton (Alabama)
Beaverton és una població dels Estats Units a l'estat d'Alabama. Segons el cens del 2007 tenia 208 habitants.

## Demografia
Segons el cens del 2000, Beaverton tenia 226 habitants, 100 habitatges, i 68 famílies. La densitat de població era de 19 habitants/km².
Dels 100 habitatges en un 21% hi vivien nens de menys de 18 anys, en un 55% hi vivien parelles casades, en un 13% dones solteres, i en un 32% no eren unitats familiars. En el 28% dels habitatges hi vivien persones soles el 15% de les quals corresponia a persones de 65 anys o més que vivien soles. El nombre mitjà de persones vivint en cada habitatge era de 2,26 i el nombre mitjà de persones que vivien en cada família era de 2,75.
Per edats la població es repartia de la següent manera: un 19,5% tenia menys de 18 anys, un 4,9% entre 18 i 24, un 30,5% entre 25 i 44, un 21,7% de 45 a 60 i un 23,5% 65 anys o més.
L'edat mediana era de 42 anys. Per cada 100 dones hi havia 96,5 homes. Per cada 100 dones de 18 o més anys hi havia 85,7 homes.
La renda mediana per habitatge era de 20.250 $ i la renda mediana per família de 38.125 $. Els homes tenien una renda mediana de 27.500 $ mentre que les dones 12.019 $. La renda per capita de la població era de 12.782 $. Aproximadament el 7,4% de les famílies i el 9,9% de la població estaven per davall del llindar de pobresa.

## Poblacions properes
El següent diagrama mostra les poblacions més properes.